# Хесус Марія Лейсаола
Хесус Марія де Лейсаола Санчес (баск. 7 вересня 1896 Сан-Себастьян, Королівство Іспанія — 16 березня 1989 Сан-Себастьян, Королівство Іспанія) баскський державний та політичний діяч. Леендакарі Країни Басків у вигнанні з 1960 до 1978.

## Біографія
Народився 7 вересня 1896 року в місті Сан-Себастьян в Королівстві Іспанія. Закінчив навчання у відомому Colegio del Buen Consejo і вищу освіту в університеті Вальядоліда в 1915 році за спеціальністю юрист. Після смерті Агірре в 1960 році очолив уряд Країни Басків у вигнанні в Парижі. У своїх поглядах засудив диктатуру Франко. Піддав осуду діяльність ЕТА. Повернувся в Іспанію після смерті Франціско Франко. Помер 16 березня 1989 року в Сан-Себастьян, Королівство Іспанія.

## Нагороди
Хрест Дерева Герніка (Країна Басків, 1986)